# Ketelmeer
Il Ketelmeer è un lago di confine nei Paesi Bassi. Prolungamento dell'IJsselmeer, collega lo stesso alla foce dell'IJssel. È situato tra i polder Noordoostpolder e Flevopolder.
La maggior parte del lago si trova nella provincia del Flevoland ma la parte prossima alla foce dell'IJssel fa parte della provincia dell'Overijssel.
Derivato da una porzione di quello che fu il Zuiderzee, nasce dal prosciugamento dei due polder contigui Noordoostpolder e Flevopolder. Attraverso il Ketelmeer, l'IJsselmeer è collegato con lo Zwarte Meer e il Vossemeer.
Nel Ketelmeer si trova IJsseloog, un'isola artificiale di forma circolare di un chilometro di diametro, costruita per ospitare i fanghi tossici dragati dal letto del Ketelmeer.
Dal Ketelmeer nasce un canale, l'Hoge Vaart, che sviluppandosi per 62 chilometri, passa per Almere, attraversa il Flevopolder per tutta la sua lunghezza per terminare nel Markermeer.